# 下行大動脈
下行大動脈（かこうだいどうみゃく、英: descending aorta）は、大動脈の一部である。ヒトでは第4胸椎の高さで大動脈弓から続き、第12胸椎の高さで横隔膜の大動脈裂孔を貫き、腹腔に入り、第4腰椎の高さで左右の総腸骨動脈に分かれる。大動脈弓から横隔膜までの間を胸部大動脈、横隔膜から総腸骨動脈に分岐するまでの間を腹部大動脈と呼ぶ。

## 枝
- 胸部大動脈
- 腹部大動脈